# 贺东风
贺东风（1966年4月—），是一位中国企业家。

## 生平
黑龙江人，1988年5月加入中国共产党，1989年8月参加工作。1989年毕业于吉林工业大学（现已并入吉林大学）金属材料、经济管理专业，双学士学位。毕业后就职于航空航天工业部211厂（首都航天机械公司），曾任该厂党委副书记兼政治部主任、纪委书记、厂长（总经理）。2002年1月，任中国航天科技集团公司第一研究院党委副书记、副院长、香港亚太卫星公司执行董事、副总裁。2003年12月，任四川航天管理局局长、四川航天工业总公司总经理兼党委副书记、中国航天科技集团第七研究院（四川航天技术研究院）院长兼党委副书记。2007年12月，任中国航天科技集团公司总经理助理。2009年2月，任中国商用飞机有限责任公司总经理助理兼办公厅主任、上海飞机制造厂厂长、党委副书记，后历任中国商飞副总经理，上海飞机制造有限公司执行董事、总经理、党委副书记，中国商飞董事、总经理、副董事长、党委副书记。2017年7月，任中国商飞董事长、党委书记。
是中国共产党第十九届中央委员会候补委员，中国共产党上海市第十一届委员会委员。曾获得“航天奖”、中国航天“基金奖”、“全国五一劳动奖章”等荣誉称号。